# Swedes in America
Swedes in America (Alternativtitel: Ingrid Bergman Answers) ist ein US-amerikanischer Kurzfilm von Irving Lerner. Der 1943 gedrehte Dokumentarfilm wurde 1944 für den Oscar nominiert.

## Handlung
Der Kurzfilm besteht aus einem Interview mit der schwedischen Schauspielerin Ingrid Bergman, die von der gelungenen Integration der Schweden in den Vereinigten Staaten erzählt. Sie stellt dabei die Schweden als hart arbeitende Staatsbürger der USA dar, die einen großen Anteil am Wohlstand der Vereinigten Staaten hätten. Außerdem redet sie darüber, wie die Schweden versuchen, in den USA ihre eigene nordeuropäische Kultur zu bewahren. In der Dokumentation besucht Bergman schwedische Organisationen und das Amerikanisch-Schwedische Museum in Philadelphia.

## Hintergrund
Der Film entstand im Rahmen von Irving Lerners Arbeit für das United States Office of War Information. Der Film kam neben Schweden und den USA auch im Vereinigten Königreich gut an. Das British Ministry of Information forderte 400 Kopien an, die den britischen Bürgern zeigen sollten, wie gastfreundlich die USA auf Migration reagierten.
Der Film erschien 1943 und wurde 1944 für den Oscar nominiert, ging jedoch bei der Verleihung leer aus.